# Liacarus bacillatus
Liacarus bacillatus är en kvalsterart som beskrevs av K. Fujikawa och Aoki 1970. Liacarus bacillatus ingår i släktet Liacarus och familjen Liacaridae. Inga underarter finns listade i Catalogue of Life.